# Championnat National 2 2019-2020
El Campeonato de Francia de fútbol de Nacional 2 2019-2020 fue la  42. edición  del campeonato de Francia de fútbol de cuarta división.
El cuarto nivel del campeonato está compuesto por 64 clubes repartidos en cuatro grupos de 16 clubes, en una serie de treinta encuentros jugados durante la estación de fútbol.
Los primeros lugares de cada grupo ascendieron a la tercera división, mientras que las tres últimos lugares de cada grupo son relegados a la  Nacional 3.
Como consecuencia de la pandemia de coronavirus, la FFF decidió acabar el campeonato a la 21 jornada. . Ningún título de campeón fue otorgado.

## Equipos participantes para la temporada 2019-20
Los siguientes equipos participan en la temporada 2019-20 del Championnat National 2.
| Nombre del Club               |
| ----------------------------- |
| SC Bastiais (C)               |
| ASM Belfort                   |
| AF Bobigny                    |
| SAS Épinal                    |
| JA Drancy                     |
| IC Croix                      |
| Racing Club de Lens (Reserva) |
| Lille OSC II                  |
| Stade de Reims (Reserva)      |
| SC Schiltigheim               |
| Sedan Ardennes                |
| Sainte-Geneviève Sports       |
| US Lusitanos                  |
| FCSR Haguenau                 |
| FC Mulhouse                   |
| Olympique Saint-Quentin       |

| Nombre del Club          |
| ------------------------ |
| Stade Briochin (C)       |
| FC Chartres              |
| FC Lorient               |
| FC Mantes                |
| Angers SCO               |
| CMS Oissel               |
| AS Poissy                |
| US Granville             |
| US Saint-Malo            |
| Vannes Olympique Club    |
| AS Vitré                 |
| L'Entente SSG            |
| FC Fleury 91             |
| FC Rouen                 |
| EA de Guingamp (Reserva) |
| FC Gobelins              |

| Nombre del Club              |
| ---------------------------- |
| FC Sète 34 (C)               |
| ASF Andrézieux               |
| Bergerac Périgord FC         |
| Blois Football 41            |
| US Colomiers                 |
| Les Herbiers VF              |
| SO Romorantin                |
| Stade Bordelais              |
| AS Saint-Étienne II          |
| Saint-Pryvé Saint-Hilaire FC |
| Trélissac FC                 |
| Football Club de Nantes "II" |
| Angoulême-Soyaux Charente    |
| Bourges Foot                 |
| Montpellier (Reserva)        |
| FC Chamalières               |

| Nombre del Club                 |
| ------------------------------- |
| Annecy FC (C)                   |
| Monts d'Or Azergues Foot        |
| US Marseille Endoume            |
| Étoile FC                       |
| RC Grasse                       |
| Hyères FC                       |
| Jura Sud Lavans                 |
| Olympique Lyonnais II           |
| FC de Martigues                 |
| Olympique de Marsella (Reserva) |
| AS Saint-Priest                 |
| AS Yzeure                       |
| Marignane Gignac FC             |
| Nîmes Olympique                 |
| AS Mónaco (Reserva)             |
| Club Sportif Louhans-Cuiseaux   |

(C) Campeón del grupo